# 아카데미 분장상
아카데미 분장상(Academy Award for Best Makeup and Hairstyling)은 아카데미상의 부문 중 하나로, 메이크업 부문에서 최우수로 선정된 영화 작품 및 메이크업 아티스트에게 주어진다.

## 수상자 목록

### 1960년대
| 연도                   | 작품           | 수상자 |
| ---------------------- | -------------- | ------ |
| 1964 (제37회)          |                |        |
| 《7 Faces of Dr. Lao》 | 윌리엄 J. 터틀 |        |
| 1968 (41회)            |                |        |
| 《혹성탈출》           | 존 체임버스    |        |

### 1980년대
| 연도                     | 작품                                | 수상자 |
| ------------------------ | ----------------------------------- | ------ |
| 1981 (제54회)            |                                     |        |
| 《런던의 늑대 인간》     | 릭 베이커                           |        |
| 《하트비프》             | 스탠 윈스턴                         |        |
| 1982 (제55회)            |                                     |        |
| 《불을 찾아서》          | 세라 몬자니, 미셸 버크              |        |
| 《간디》                 | 톰 스미스                           |        |
| 1983 (제56회)            |                                     |        |
| No award given           |                                     |        |
| 1984 (제57회)            |                                     |        |
| 《아마데우스》           | 폴 르블랑, 딕 스미스                |        |
| 《2010 우주 여행》       | 마이클 웨스트모어                   |        |
| 《그레이스톡 타잔》      | 릭 베이커, 폴 엥글런                |        |
| 1985 (제58회)            |                                     |        |
| 《마스크》               | 마이클 웨스트모어, 졸탄 엘렉        |        |
| 《컬러 퍼플》            | 켄 체이스                           |        |
| 《레모》                 | 칼 풀러턴                           |        |
| 1986 (제59회)            |                                     |        |
| 《플라이》               | 크리스 왈라스, 스테펀 듀플루이스》' |        |
| 《에이라의 전설》        | 마이클 웨스트모어, 미셸 버크        |        |
| 《레전드》               | 롭 보틴, 피터 로브킹                |        |
| 1987 (제60회)            |                                     |        |
| 《해리와 헨더슨》        | 릭 베이커                           |        |
| 《해피 뉴 이어》         | 밥 레이든                           |        |
| 1988 (61회)              |                                     |        |
| 《비틀쥬스》             | 베 닐, 스티브 러포트, 로버트 쇼트   |        |
| 《구혼작전》             | 릭 베이커                           |        |
| 《스크루지》             | 토머스 R. 버먼, 바리 드라이밴드버먼 |        |
| 1989 (62회)              |                                     |        |
| 《드라이빙 미스 데이지》 | 만리오 로케티, 린 바버, 케빈 헤이니 |        |
| 《바론의 대모험》        | 매기 웨스턴, 파브리치오 스포르차    |        |
| 《아버지의 황혼》        | 딕 스미스, 켄 디애즈, 그레그 넬슨   |        |

### 1990년대
| 연도                         | 작품                                              | 수상자 |
| ---------------------------- | ------------------------------------------------- | ------ |
| 1990 (63회)                  |                                                   |        |
| 《딕 트레이시》              | 존 캘리온 주니어, 더그 드렉슬러                   |        |
| 《시라노》                   | 미셸 버크, 장피에르 에셴                          |        |
| 《가위손》                   | 베 닐, 스탠 윈스턴                                |        |
| 1991 (제64회)                |                                                   |        |
| 《터미네이터 2: 심판의 날》  | 스탠 윈스턴, 제프 돈                              |        |
| 《후크》                     | 크리스티나 스미스, 몬티 웨스트모어, 그레그 캐넘   |        |
| 《스타 트렉 6: 미지의 세계》 | 마이클 밀스, 에드워드 프렌치, 리처드 스넬         |        |
| 1992 (제65회)                |                                                   |        |
| 《드라큘라》                 | 그레그 캐넘, 미셸 버크, 매슈 W. 멍글              |        |
| 《배트맨 2》                 | 베 닐, 로니 스펙터, 스탠 윈스턴                   |        |
| 《호파》                     | 베 닐, 그레그 캐넘, 존 블레이크                   |        |
| 1993 (제66회)                |                                                   |        |
| 《미세스 다웃파이어》        | 그레그 캐넘, 베 닐, 욜란다 투시엥                 |        |
| 《필라델피아》               | 칼 풀러턴, 앨런 단제리오                          |        |
| 《쉰들러 리스트》            | 크리스티나 스미스, 매슈 W. 멍글, 주디스 A. 코리   |        |
| 1994 (제67회)                |                                                   |        |
| 《에드 우드》                | 릭 베이커, 베 닐, 욜란다 투시엥                   |        |
| 《포레스트 검프》            | 대니얼 C. 스트리퍼키, 핼리 더모어, 주디스 A. 코리 |        |
| 《프랑켄슈타인》             | 대니얼 파커, 폴 엥글런, 캐럴 헤밍                 |        |
| 1995 (제68회)                |                                                   |        |
| 《브레이브하트》             | 피터 프램프턴, 폴 패티슨, 로이스 버웰             |        |
| 《마이 패밀리》              | 켄 디애즈, 마크 샌체즈                            |        |
| 《룸메이트》                 | 그레그 캐넘, 밥 레이든, 콜린 캘러핸               |        |
| 1996 (제69회)                |                                                   |        |
| 《너티 프로페서》            | 릭 베이커, 데이비드 리로이 앤더슨                 |        |
| 《미시시피의 유령》          | 매슈 W. 멍글, 데버라 라미아더네이버               |        |
| 《스타트랙 8 : 퍼스트 콘택》 | 마이클 웨스트모어, 스콧 휠러, 제이크 가버         |        |
| 1997 (제70회)                |                                                   |        |
| 《맨 인 블랙》               | 릭 베이커, 데이비드 리로이 앤더슨                 |        |
| 《미세스 브라운》            | 리사 웨스트컷, 베로니카 브레브너,, 베벌리 빈다    |        |
| 《타이타닉》                 | 티나 언쇼, 그레그 캐넘, 사이먼 톰슨               |        |
| 1998 (71회)                  |                                                   |        |
| 《엘리자베스》               | 제니 셔코어                                       |        |
| 《라이언 일병 구하기》       | 로이스 버웰, 코너 오설리번, 대니얼 C. 스트리퍼키  |        |
| 《셰익스피어 인 러브》       | 리사 웨스트컷, 베로니카 브레브너                  |        |
| 1999 (72회)                  |                                                   |        |
| 《뒤죽박죽》                 | 크리스틴 블런델, 트레퍼 프라우드                  |        |
| 《오스틴 파워》              | 미셸 버크, 마이크 스미스슨                        |        |
| 《바이센테니얼 맨》          | 그레그 캐넘                                       |        |
| 《라이프》                   | 릭 베이커                                         |        |

### 2000년대
| 연도                                       | 작품                                  | 수상자 |
| ------------------------------------------ | ------------------------------------- | ------ |
| 2000 (73회)                                |                                       |        |
| 《그린치》                                 | 릭 베이커, 게일 라이언                |        |
| 《더 셀》                                  | 미셸 버크, 에두아르드 F. 엔리케스     |        |
| 《뱀파이어의 그림자》                      | 앤 뷰캐넌, 앰버 시블리                |        |
| 2001 (제74회)                              |                                       |        |
| 《반지의 제왕: 반지 원정대》               | 피터 오언, 리처드 테일러              |        |
| 《뷰티풀 마인드》                          | 그레그 캐넘, 콜린 캘러핸              |        |
| 《물랑 루즈》                              | 마우리치오 실비, 알도 시뇨레티        |        |
| 2002 (제75회)                              |                                       |        |
| 《프리다》                                 | 존 E. 잭슨, 비어트리스 데알바         |        |
| 《타임 머신》                              | 존 M. 엘리엇 주니어, 바버라 로렌즈    |        |
| 2003 (제76회)                              |                                       |        |
| 《반지의 제왕: 왕의 귀환》                 | 리처드 테일러, 피터 킹                |        |
| 《마스터 앤드 커맨더: 위대한 정복자》      | 에두아르드 F. 엔리케스, 욜란다 투시엥 |        |
| 《캐리비안의 해적: 블랙 펄의 저주》        | 베 닐, 마틴 새뮤얼                    |        |
| 2004 (제77회)                              |                                       |        |
| 《레모니 스니켓의 위험한 대결》            | 밸리 오라일리, 빌 코소                |        |
| 《패션 오브 크라이스트》                   | 키스 밴덜란, 크리스천 틴즐리          |        |
| 《씨 인사이드》                            | 조 앨런, 마누엘 가르시아              |        |
| 2005 (제78회)                              |                                       |        |
| 《나니아 연대기: 사자, 마녀, 그리고 옷장》 | 하워드 버거, 태미 레인                |        |
| 《신데렐라 맨》                            | 데이비드 리로이 앤더슨, 랜스 앤더슨   |        |
| 《스타워즈 에피소드 3: 시스의 복수》       | 데이브 엘지, 니키 굴리                |        |
| 2006 (제79회)                              |                                       |        |
| 《판의 미로》                              | 다비드 마르티, 몬체 리베              |        |
| 《아포칼립토》                             | 알도 시뇨레티, 비토리오 소다노        |        |
| 《클릭》                                   | 쓰지 가즈히로, 빌 코소                |        |
| 2007 (제80회)                              |                                       |        |
| 《라 비 앙 로즈》                          | 디디에 라베르뉴, 잰 아치볼드          |        |
| 《노빗》                                   | 릭 베이커, 쓰지 가즈히로              |        |
| 《캐리비안의 해적: 세상의 끝에서》         | 베 닐, 마틴 새뮤얼                    |        |
| 2008 (81회)                                |                                       |        |
| 《벤자민 버튼의 시간은 거꾸로 간다》       | 그레그 캐넘                           |        |
| 《다크 나이트》                            | 존 캘리온 주니어, 코너 오설리번       |        |
| 《헬보이 2: 골든 아미》                    | 마이크 엘리살데, 톰 플루츠            |        |
| 2009 (82회)                                |                                       |        |
| 《스타트렉 더 비기닝》                     | 바니 버먼, 민디 홀, 조엘 할로         |        |
| 《일 디보》                                | 알도 시뇨레티, 비토리오 소다노        |        |
| 《영 빅토리아》                            | 존 헨리 고든, 제니 셔코어             |        |

### 2010년대
| 연도                                 | 작품                                                      | 수상자 |
| ------------------------------------ | --------------------------------------------------------- | ------ |
| 2010 (83회)                          |                                                           |        |
| 《울프맨》                           | 릭 베이커, 데이브 엘지                                    |        |
| 《세번째 사랑》                      | 아드리앵 모로                                             |        |
| 《웨이 백》                          | 그레고리 펑크, 에두아르드 F. 엔리케스, 욜란다 투시엥      |        |
| 2011 (제84회)                        |                                                           |        |
| 《철의 여인》                        | 마크 쿨리어, J. 로이 헬런드                               |        |
| 《앨버트 놉스》                      | 마셜 콘빌, 린 존슨, 매슈 W. 멍글                          |        |
| 《해리 포터와 죽음의 성물 – Part 2》 | 닉 더드먼, 어맨다 나이트, 리사 톰블린                     |        |
| 2012 (제85회)                        |                                                           |        |
| 《레미제라블》                       | 리사 웨스트컷, 줄리 다트넬                                |        |
| 《히치콕》                           | 하워드 버거, 피터 몬타냐, 마틴 새뮤얼                     |        |
| 《호빗: 뜻밖의 여정》                | 피터 소즈 킹, 릭 핀들레이터, 태미 레인                    |        |
| 2013 (제86회)                        |                                                           |        |
| 《달라스 바이어스 클럽》             | 어드루이사 리, 로빈 매슈스                                |        |
| 《잭애스 프레젠트: 배드 그랜파》     | [[스티븐 프루티]                                          |        |
| 《론 레인저》                        | 조엘 할로, 글로리아 파스콰캐즈니                          |        |
| 2014 (제87회)                        |                                                           |        |
| 《그랜드 부다페스트 호텔》           | 프랜시스 해넌, 마크 쿨리어                                |        |
| 《폭스캐처》                         | 빌 코소, 데니스 리디어드                                  |        |
| 《가디언즈 오브 갤럭시》             | 엘리자베스 이아니조지우, 데이비드 화이트                  |        |
| 2015 (제88회)                        |                                                           |        |
| 《매드 맥스: 분노의 도로》           | 데이미언 마틴, 레슬리 밴더월트, 엘카 워데가               |        |
| 《창문 넘어 도망친 100세 노인》      | 러브 라슨, Eva von Bahr                                   |        |
| 《레버넌트: 죽음에서 돌아온 자》     | 샨 그리그, 덩컨 자먼, 로버트 팬디니                       |        |
| 2016 (제89회)                        |                                                           |        |
| 《수어사이드 스쿼드》                | 알레산드로 베르톨라치, 조르조 그레고리니, 크리스토퍼 넬슨 |        |
| 《오베라는 남자》                    | 러브 라슨, Eva von Bahr                                   |        |
| 《스타트렉 비욘드》                  | 조엘 할로, 리처드 알론조                                  |        |
| 2017 (제90회)                        |                                                           |        |
| 《다키스트 아워》                    | 쓰지 가즈히로, 데이비드 맬리나우스키, 루시 시빅           |        |
| 《빅토리아 & 압둘》                  | 대니얼 필립스, 루 셰퍼드                                  |        |
| 《원더》                             | 아리언 타위턴                                             |        |
| 2018 (91회)                          |                                                           |        |
| 《바이스》                           | 그레그 캐넘, 케이트 비스코, 퍼트리샤 더헤이니             |        |
| 《경계선》                           | 예란 룬드스트룀, 패멀라 골대머                            |        |
| 《메리, 퀸 오브 스코틀랜드》         | 제니 셔코어, 마크 필처, 제시카 브룩스                     |        |
| 2019 (92회)                          |                                                           |        |
| 《밤쉘》                             | 카즈 히로, 앤 모건, 비비언 베이커                         |        |
| 《조커》                             | 니키 리더먼, 케이 조지우                                  |        |
| 《주디》                             | 제러미 우드헤드                                           |        |
| 《말레피센트 2》                     | 폴 구치, 아리언 타위턴, 데이비드 화이트                   |        |
| 《1917》                             | 나오미 돈, 트리스턴 버슬루이스, 리베카 콜                 |        |

### 2020년대
| 연도                         | 작품                                                | 수상자 |
| ---------------------------- | --------------------------------------------------- | ------ |
| 2020/21 (93회)               |                                                     |        |
| 《마 레이니, 그녀가 블루스》 | 세르히오 로페스리베라, 미아 닐, 저마이카 윌슨       |        |
| 《엠마》                     | 머리스 랭언, 로라 앨런, 클로디아 스톨즈             |        |
| 《힐빌리의 노래》            | 에린 크루거 메카시, 퍼트리샤 더헤이니, 매슈 W. 멍글 |        |
| 《맹크》                     | 지지 윌리엄스, 킴벌리 스피테리, 콜린 러배프         |        |
| 《피노키오》                 | 달리아 콜리, 마크 쿨리어, 프란체스코 페고레티       |        |
| 2021년 (94회)                |                                                     |        |
| 《타미 페이의 눈》           | 린다 다우즈, 스테퍼니 잉그럼, 저스틴 레일리         |        |
| 《커밍 2 아메리카》          | 마이크 머리노, 스테이시 모리스, 칼라 파머           |        |
| 《크루엘라》                 | 나디아 스테이시, 나오미 돈, 줄리아 버넌             |        |
| 《듄》                       | 도널드 모왓, 러브 라슨, 에바 본바르                 |        |
| 《하우스 오브 구찌》         | 예란 룬스트룀, 애나 칼린 록, 프레더릭 아스피라스    |        |
| 2022년 (95회)                |                                                     |        |
| 《더 웨일》                  | 아드리앵 모로, 주디 친, 앤 마리 브래들리            |        |
| 《서부 전선 이상 없다》      | 하이케 메르커, 린다 아이젠하메로바                  |        |
| 《더 배트맨》                | 나오미 돈, 마이크 머리노, 마이크 폰테인             |        |
| 《블랙 팬서: 와칸다 포에버》 | 카밀 프렌드, 조엘 할로                              |        |
| 《엘비스》                   | 마크 쿨리어, 제이슨 베어드, 알도 시뇨레티           |        |
| 2023년 (96회)                |                                                     |        |
| 《가여운 것들》              | 나디아 스테이시, 마크 쿨리어, 조시 웨스턴           |        |
| 《골다》                     | 카렌 하틀리 토마스, 수지 배터스비, 아쉬라 켈리블루  |        |
| 《마에스트로 번스타인》      | 카즈 히로, 케이 조르지오, 로리 맥코이벨             |        |
| 《오펜하이머》               | 루이사 아벨                                         |        |
| 《안데스 설원의 생존자들》   | 아나 로페스 푸이거베르, 데이비드 마티, 몬세 리베    |        |